# Шазел (Јура)
Шазел (фр. Chazelles) насеље је и општина у источној Француској у региону Франш-Конте, у департману Јура која припада префектури Лон ле Соније.
По подацима из 2011. године у општини је живело 136 становника, а густина насељености је износила 33,66 становника/km². Општина се простире на површини од 4,04 km². Налази се на средњој надморској висини од 280 метара (максималној 302 m, а минималној 199 m).

## Демографија
| 1962. | 1968. | 1975. | 1982. | 1990. | 1999. | 2011. |
| ----- | ----- | ----- | ----- | ----- | ----- | ----- |
| 118   | 120   | 105   | 104   | 89    | 112   | 136   |

График промене броја становника у току последњих година